# VII Congresso del Partito Comunista Russo (bolscevico)
Il VII Congresso Straordinario del Partito Comunista Russo (bolscevico), o PCR(b), si svolse dal 6 all'8 marzo 1918 a Pietrogrado.

## Lavori
Al Congresso parteciparono 47 delegati con diritto di voto deliberativo e 59 delegati con voto consultivo, in rappresentanza di 313 766 membri del partito.
L'assemblea ratificò l'accordo di pace di Brest-Litovsk sottoscritto pochi giorni prima e approvò a maggioranza la modifica del nome da Partito Operaio Socialdemocratico a Partito Comunista. La proposta, già avanzata da Lenin nel 1917, si rifaceva direttamente al Manifesto di Marx e Engels e prendeva atto della compromissione del termine "socialdemocratico", con il quale nella polemica politica venivano identificati dai bolscevichi opportunisti e controrivoluzionari.
L'assemblea elesse il nuovo Comitato Centrale, composto da 15 membri e 8 candidati.